# Ультрафиолетовая головка самонаведения
Ультрафиоле́товая голо́вка самонаведе́ния (ГСН) — координатор, предназначенный для наведения метательного снаряда на цель на основе пространственного распределения ультрафиолетового излучения.

## Принцип работы
Принцип работы ультрафиолетовой головки самонаведения аналогичен принципу работы инфракрасной ГСН, при том отличии, что используются волны значительно меньшей длины. Это позволяет распознавать значительное количество тепловых ловушек для ИК-наводящихся ракет, однако уменьшает дальность обнаружения/захвата цели и вводит зависимость от погодных условий.

## Применение
- ПЗРК Стингер[2] (Совместно с ИК-ГСН)

## Противодействие
Систем, подтверждённо способных эффективно противодействовать ультрафиолетовым головкам самонаведения, в настоящее время не существует, что во многом обусловленно ограниченностью применения ультрафиолетовых ГСН.

## Перспективы
Инфракрасные ГСН IV поколения позволяют так же эффективно, как и ультрафиолетовые, распознавать тепловые ловушки и при этом не обладают их недостатками. Это уменьшает привлекательность ультрафиолетовых ГСН для разработчиков военной техники. Единственным используемым ПЗРК с ультрафиолетовой ГСН остаётся FIM-92 Stinger.